# Rat à queue courte
Nesokia indica
Espèce
Statut de conservation UICN

 LC  : Préoccupation mineure
Le Rat à queue courte (Nesokia indica) est une espèce de mammifère rongeur de la famille des muridés.